# Birgitta Siefker-Eberle
Birgitta Maria Siefker-Eberle (* 15. Dezember 1954 in Göteborg) ist eine deutsche Diplomatin im Ruhestand. Zuletzt war sie von September 2015 bis Juli 2020 Botschafterin in Jordanien.

## Leben
Von 1973 bis 1975 studierte Siefker-Eberle an der American University of Beirut Geschichte des Nahen Ostens und arabische Sprache, anschließend von 1976 bis 1981 an der Rheinischen Friedrich-Wilhelms-Universität in Bonn Rechtswissenschaft, wo sie von 1981 bis 1982 wissenschaftliche Mitarbeiterin am Lehrstuhl für Internationales Recht war.
Siefker-Eberle hat aus ihrer früheren Ehe mit dem deutschen Diplomaten Rainer Eberle drei Kinder.

## Laufbahn
Von 1982 bis 1984 absolvierte Siefker-Eberle beim Auswärtigen Amt in Bonn einen Attaché-Lehrgang, anschließend war sie bis 1986 als Referentin für Politik und Rechts- und Konsularwesen an der Botschaft Damaskus, Syrien, eingesetzt. Nach einer einjährigen Tätigkeit als Referentin in der Rechts- und Konsularabteilung im Auswärtigen Amt in Bonn folgte von 1988 bis 1991 ein Einsatz als Referentin für Politik und Rechts- und Konsularwesen an der Botschaft Islamabad, Pakistan. Von 1991 bis 1994 war Siefker-Eberle stellvertretende Leiterin der Aus- und Fortbildungsstätte des Auswärtigen Amts in Bonn, anschließend bis 1996 Referentin für Politik an der Ständigen Vertretung der Bundesrepublik Deutschland bei der NATO in Brüssel. Von 1997 bis 2000 war sie Koordinatorin für Internationale Personalpolitik im Außenministerium. Von 2001 bis 2005 leitete Siefker-Eberle das Referat Internationales Vertragsrecht im Auswärtigen Amt in Berlin, daraufhin war sie bis 2008 Stellvertretende Leiterin der Ständigen Vertretung der Bundesrepublik Deutschland bei dem Büro der Vereinten Nationen und bei den anderen internationalen Organisationen in Genf. Von 2009 bis 2013 war sie Botschafterin in Beirut, von 2014 bis 2015 Botschafterin in Mauretanien und von September 2015 bis Juli 2020 deutsche Botschafterin in Jordanien.

## Weblink
Lebenslauf. In: Deutsche Botschaft Amman. Archiviert vom Original am 26. Oktober 2019; abgerufen am 26. Oktober 2019.

| Vorgänger      | Amt                                             | Nachfolger               |
| -------------- | ----------------------------------------------- | ------------------------ |
| Hansjörg Haber | Deutsche Botschafterin im Libanon 2009–2013     | Christian Clages         |
| Dietmar Blaas  | Deutsche Botschafterin in Mauretanien 2014–2015 | Carola Müller-Holtkemper |
| Ralph Tarraf   | Deutsche Botschafterin in Jordanien 2015–2020   | Bernhard Kampmann        |

| Personendaten    | Personendaten                  |
| ---------------- | ------------------------------ |
| NAME             | Siefker-Eberle, Birgitta       |
| ALTERNATIVNAMEN  | Siefker-Eberle, Birgitta Maria |
| KURZBESCHREIBUNG | deutsche Botschafterin         |
| GEBURTSDATUM     | 15. Dezember 1954              |
| GEBURTSORT       | Göteborg                       |